# アルヒ

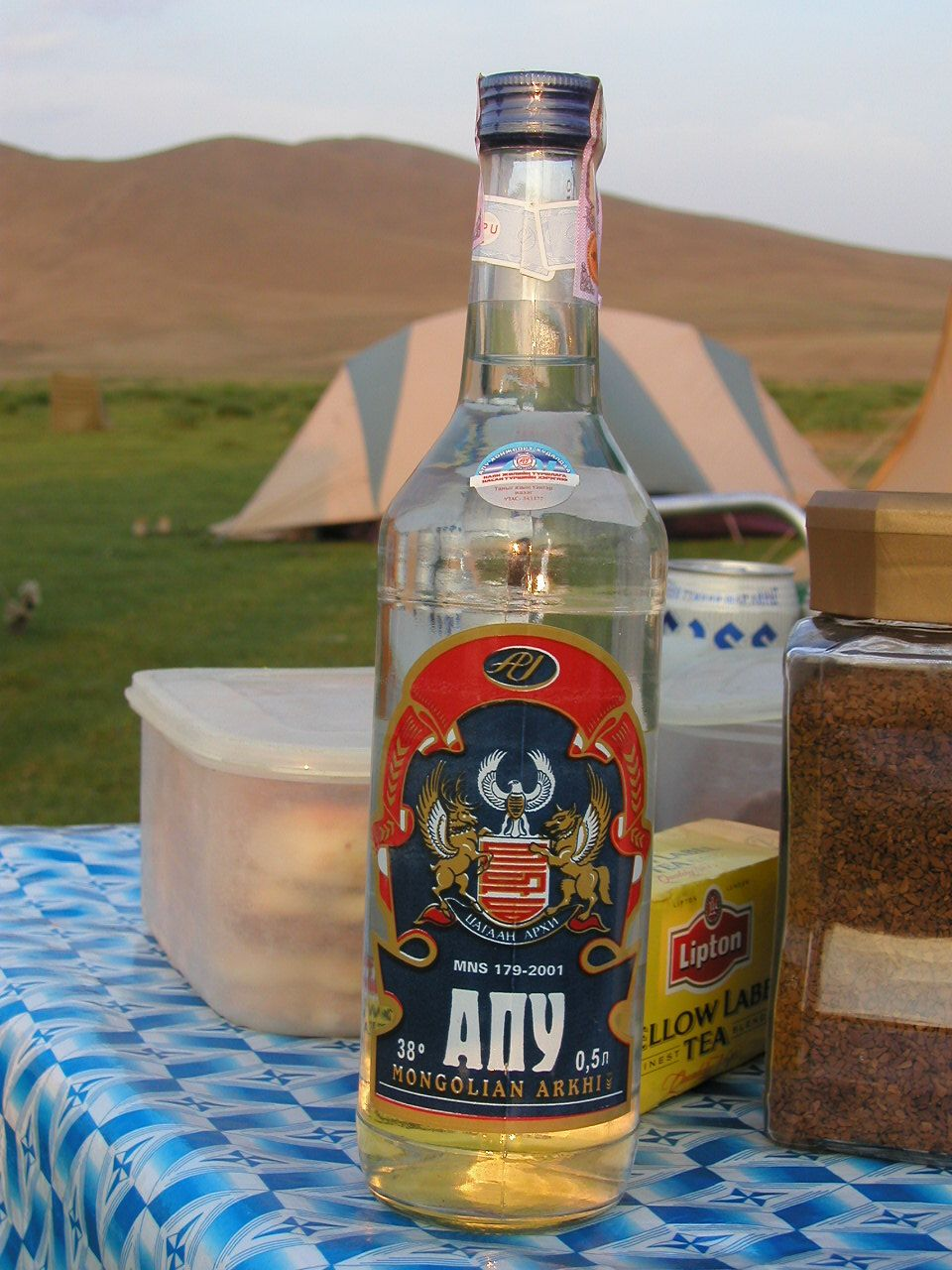
アルヒ（ツァガーン・アルヒ）

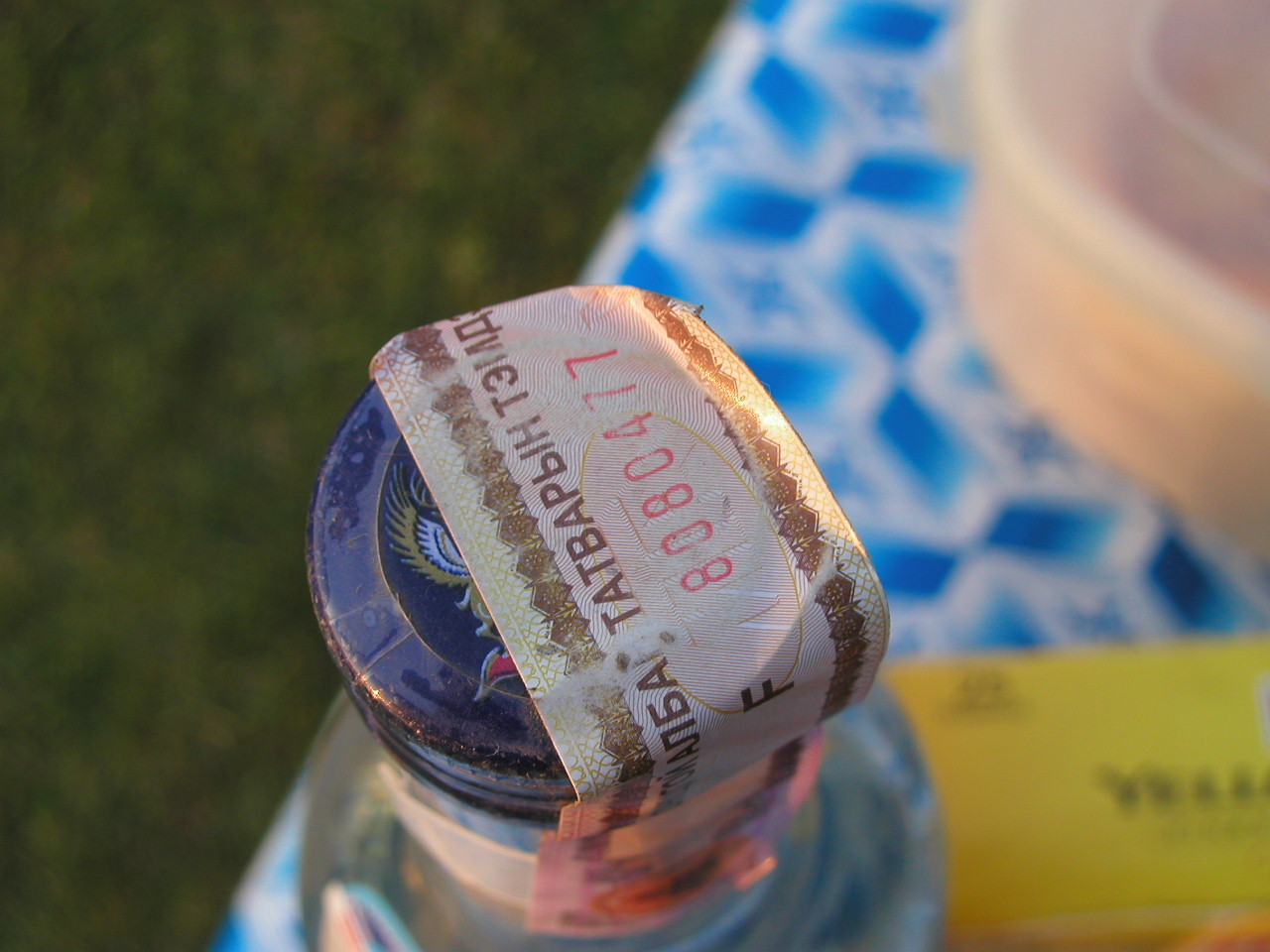
正規品にはキャップに封緘紙が貼られている。

アルヒ（архи、ᠠᠷᠢᠬᠢ）とは、モンゴル製のウォッカを指す。モンゴリアン・ウォッカとも呼ばれる。また、家畜の乳から作られる伝統的な蒸留酒もアルヒと呼ばれ、モンゴルや中国の内モンゴル自治区で作られている。

## 2つのアルヒ
いずれのアルヒも蒸留酒であるが、その原材料により2種類に大別される。ひとつは家畜乳由来のアルヒでシミーン・アルヒと呼ばれ、もうひとつは穀物由来のアルヒでツァガーン・アルヒと呼ばれるものである。
シミーン・アルヒ(шимийн архи、ᠰᠢᠮᠡ ᠶᠢᠨ
ᠠᠷᠢᠬᠢ)
アラックの流れをくむ蒸留酒で、地方の遊牧民がもっぱら自家用に作っていたものである。
アルヒはヤギ、ヒツジ、ウシの乳を発酵させた酸乳を蒸留し作られる。15リットルの酸乳からアルコール度数7パーセント程度のアルヒが3リットル程度得られるが、原料の乳の種類や作り方によって色味や品質は様々である。普通は一度の蒸留で飲まれるが、より質を高めるために再蒸留することもある。風味はほんのりと乳臭い。
大量の原料乳が必要であり、その他にも蒸留のために大量の燃料（家畜の糞。モンゴルでは木材が手に入りにくいため、木材はめったに燃やさない。）と水を必要とする。そのため収量も少なく稀少品の範疇に入る。観光客が口にできる機会は殆ど無かったが、近年、企業ベースでの製造、販売が始まった。企業が作るアルヒはアルコール度数が20-40度と高く、専ら中国の都市部で消費されている。
ツァガーン・アルヒ(цагаан архи、ᠴᠠᠭᠠᠭᠠᠨ
ᠠᠷᠢᠬᠢ)
当時のソビエト（ロシア）から輸入されるウォッカに対抗して、モンゴル国内で製造されるようになったアルヒ。ツァガーンは「白」を意味する。地方の町や首都ではごく普通に購入出来る。単に「アルヒ」と言う場合は、このツァガーン・アルヒのことを指す。

## 粗悪品への注意
モンゴル国内の食料品店で普通に購入できるが、1000トゥグリク前後の異常に安い物には注意を要する。個人が無許可で製造した製品である可能性があり、成分が不明である上に品質保証もない。このようなアルヒを長期にわたり大量に飲むと胃や肝臓に不可逆なダメージを引き起こす可能性がある。粗悪品の例を挙げると、アクリル樹脂製のコップに注ぐと、そのコップにヒビが入るほどである。ウランバートルなどの都市で見かける酔っ払いが実際の年齢よりも老けて見えるのは、粗悪品アルヒの常用による肝臓疾患のためとも言われている。贈収賄が当たり前と言われるモンゴル警察も、粗悪品アルヒの取り締りに関しては熱心で、販売していた食料品店の店主が逮捕されることもあるため、顔馴染みの客にしか売らないこともある。
ドルショップや空港の売店で売られているもの、АПУ（アポ。国営会社）ブランドのもの、日本国内に輸入されている正規品にはキャップに政府公認の証となる封緘紙が貼られており、それを目安に判断することができる。

## その他
現地でアルヒを飲む際には、日本で飲むときよりも少なめにすることを勧める。モンゴルは標高1500メートル前後の高原地帯にあり、平地で飲むときよりも酔いが速く回るためである。限度が近いと感じたら、指をアルヒの入ったコップに漬け、その指を額に当てれば無理に勧められることはない。